# 埃里克·S·赖纳特
埃里克·斯坦菲尔德·赖纳特（挪威語：Erik Steenfeldt Reinert，1949年2月15日—），当代挪威经济学家，研究领域为发展经济学、经济史、经济政策史。

## 生平
1949年生于挪威奥斯陆。1973年于瑞士圣加伦大学获得经济学学士学位。1976年于哈佛大学获得MBA学位。1980年于康奈尔大学获得经济学博士学位。博士论文题目：《国际贸易与欠发达的经济学机制（International Trade and the Economic Mechanisms）》。在高中时期曾参与由NGO组织的秘鲁安第斯山地区的本地社区发展服务项目。1972年于意大利的贝加莫建立了一家名为Matherson-Selig (缩写：Matherson SpA)的小型工业企业，主营业务为汽车车身涂料的颜色取样(color sampling)。该公司在1991年被赖纳特出售时，已经成为欧洲同行业中规模最大的企业，在芬兰和挪威设立了分公司。1991至1995年，赖纳特在奥斯陆的STEP集团工作。1995至2000年，在由挪威最大的几家工商业企业联合组建的智库—Norsk Investorforum—担任研究主任。同时，兼职于奥斯陆大学的发展与环境中心（简称SUM）。2000年，出任替代教规经济学基金会）执行主席。2004年至今，在爱沙尼亚塔林理工大学的技术治理与发展战略系担任教授。赖纳特熟练掌握五种语言：挪威语、英语、德语、意大利语、西班牙语。

## 研究
自博士在读时代起，赖纳特的研究兴趣和研究成果集中在不平衡经济发展理论与经济思想和政策史。作为智库工作者，主要关注产业与经济政策、创新预测与管理、以及生产资本和金融资本间关系。根据伦敦大学学院的的统计，赖纳特曾在超过65个国家工作过。
赖纳特最著名的著作为《富国为什么富，穷国为什么穷》。该书中文版于2010年由人民大学出版社出版，现已再版一次。该书在国际上广受关注，且在发展中国家中普遍受到好评。根据挪威出版机构统计，该书已经有超过20种语言的译本。
该书主要观点为：新古典主义经济学已经并且正在通过对于大卫·李嘉图的比较优势理论的狂热崇拜摧毁发展中国家的经济。赖纳特认为：李嘉图比较优势理论的主要缺陷在于无视国际贸易中不同产品在性质上的差异，以及这些差异对于不同国家经济发展的影响（工业品-农业品，低技术工业品-高技术工业品）。通过追溯自16世纪末至20世纪中叶的西方经济发展理论及产业政策的历史（自乔万尼·博泰罗与安东尼奥·舍拉至保罗·罗森斯坦·罗丹与拉格纳·努克斯），赖纳特提出：在国际市场上专业于有报酬递增性质（熊彼特意义上的“Historical Increasing Returns”）的产品（即高技术制造业产品）而非报酬递减性质的产品（即大宗农矿业产品）的国家才能实现经济发展。赖纳特认为：产业结构多样化与产品的高附加值，这两点是创造富裕国家（即能提供最高实际工资的国家）的经济学机制。而这两点原则最早可以追溯至16世纪末的意大利的马基雅维利主义 （页面存档备份，存于）政治经济学者乔万尼·博泰罗。赖纳特认为：自文艺复兴以来，所有经济发达的国家，包括在国际上一贯扮演李嘉图比较优势理论最大支持者角色的英国和美国（尽管英国自都铎王朝至十九世纪初，美国自建国至二十世纪初，都曾是典型的保护主义和强产业政策国家），都曾经以密集的产业、经济、与社会政策保护与发展本国的幼稚工业，待本国工业壮大之后才将它们推向自由竞争的国际市场。受19世纪德国最重要、最著名的经济学家之一的弗里德里希·李斯特的影响，赖纳特认为：产业政策和适当的贸易保护对于经济发展来说是必需的，自由贸易只有在发展程度相同的国家之间才能对双方都有利。赖纳特认为：没有一个国家可以不通过持续的工业化实现发展与高收入，而没有一个国家可以在“自由贸易”和“自由放任”的束缚之下实现持续的工业化。基于上述理论，赖纳特认为“千年发展目标”是“治标经济学 （palliative economics）”。赖纳特还发现：有意识的阻挠殖民地半殖民地实现工业化是殖民国家保护其统治的一贯政策。2008年，因其著作被评为当年最佳演化经济学专著，赖纳特获得冈纳·缪尔达尔奖。
基于其在安第斯山区的工作经验以及在康奈尔大学对于经济人类学的学习，赖纳特曾在挪威的萨米应用技术大学担任客座教授，研究萨米人驯鹿养殖的经济学以及气候变化。
赖纳特与其曾任职哈佛商学院Kress Library图书馆管理员的妻子费尔南妲(Fernanda)发起了一项基于Kress Library藏书的文献学研究，旨在从1750-1850年的经济学著作出版和销售的情况来研究经济思想扩散的历史。该研究发现，绝大部分1850年前的经济学畅销书（以再版超过10版为标准）对于今天的主流经济学界与公众来说都是完全闻所未闻的。
有一篇赖纳特所写的极有影响力的关于国家在经济增长中作用的文章曾被翻译为中文、爱沙尼亚语、俄语与西班牙语。
赖纳特的研究中有一个一贯的基本观点，即经济思想和理论的周期性出现。秉承此种观点，赖纳特认为，当今国际政治经济界发生的诸多事件：比如特朗普经济学、英国脱欧、以及欧盟危机，可以类比于1848年革命前的政治经济形势，而这意味着：世界需要新的革命性的经济学理论。

## 重要作品
- Globalization, Economic Development and Inequality: An Alternative Perspective (2004), ed. Cheltenham: Edward Elgar.
- The Origins of Economic Development. How Schools of Economic Thought have Addressed Development (2005), co-edited with KS Jomo. London: Zed / New Delhi: Tulika.
- How Rich Countries Got Rich ... and Why Poor Countries Stay Poor (2007), London: Constable.
- Techno-Economic Paradigms: Essays in Honour of Carlota Perez (2009), co-ed. London: Anthem.
- Ragnar Nurkse (1907–2007): Classical Development Economics and its Relevance for Today (2009), co-ed. London: Anthem.
- Ragnar Nurkse: Trade and Development (2009), co-ed. London: Anthem.
- Erik S. Reinert, Jayati Ghosh, Rainer Kattel, Editors, Handbook of Alternative Theories of Economic Development, Edward Elgar Pub (May 25, 2018).
- With  Rainer Kattel: The Visionary Realism of German Economics: From the Thirty Years' War to the Cold War, Anthem Press; 1 edition (February 15, 2019).
- Erik S. Reinert and Francesca Viano, Editors, Thorstein Veblen, Economics for an Age of Crises,  Anthem Press, 2012.